# Capitán Solari
Capitán Solari es una localidad y municipio del departamento Sargento Cabral, provincia del Chaco, Argentina; 89 km al noreste de la capital chaqueña Resistencia, y a 1090 km de Buenos Aires.
Es sede administrativa del parque nacional Chaco, y desde allí se ingresa al área de visitas del mismo.

## Historia
En 1884, el Ejército Argentino establece una línea de fortines en Lapachito, Lapacho, Ciervo Petiso y Makallé. Así, sus comienzos son por la conquista y ocupación militar de las tierras de las naciones originarias, su fundación obedece a la acción de la Conquista del Chaco. Esa línea de fortines, que ocupaban una gran extensión del entonces Territorio Nacional del Chaco, además de su objetivo primordial de evitar el contraataque guerrero indígena, se constituyeron en futuros pueblos.

## Parque nacional Chaco
Se accede por la carretera RP 9. Y desde la capital provincial con la RN 16 hasta empalmar con la ruta provincial RP 9, y hacia el norte para luego de 30 km Colonia Elisa, más 15 km de camino consolidado, se llega a Capitán Solari, a 8 km del parque.

## Vías de comunicación
La principal vía de comunicación es la ruta provincial 9, que la comunica por pavimento al sudeste con Colonia Elisa y al noroeste con Colonias Unidas también pavimentado 2016.

## Medios de comunicación
TV Local - Noticias: periódico digital

## Población
En el censo de 2022 se contabilizaron 2661 personas en todo el municipio, un 14% más que los 2337 del censo 2010. En la planta urbana contaba con 1888 habitantes (Indec, 2010), lo que representa un incremento del 14% frente a los 1655 habitantes (Indec, 2001) del censo anterior. En el municipio el total ascendía a los 2,123 habitantes (Indec, 2001).
| Gráfica de evolución demográfica de Capitán Solari entre 1991 y 2010 |
|                                                                      |
| Fuente: Censos nacionales del INDEC                                  |